# Bruno Salge
August Wilhelm Bruno Salge (* 19. September 1872 in Berlin; † 24. August 1924 in Alsbach) war ein deutscher sozialpädiatrisch orientierter Kinderarzt.

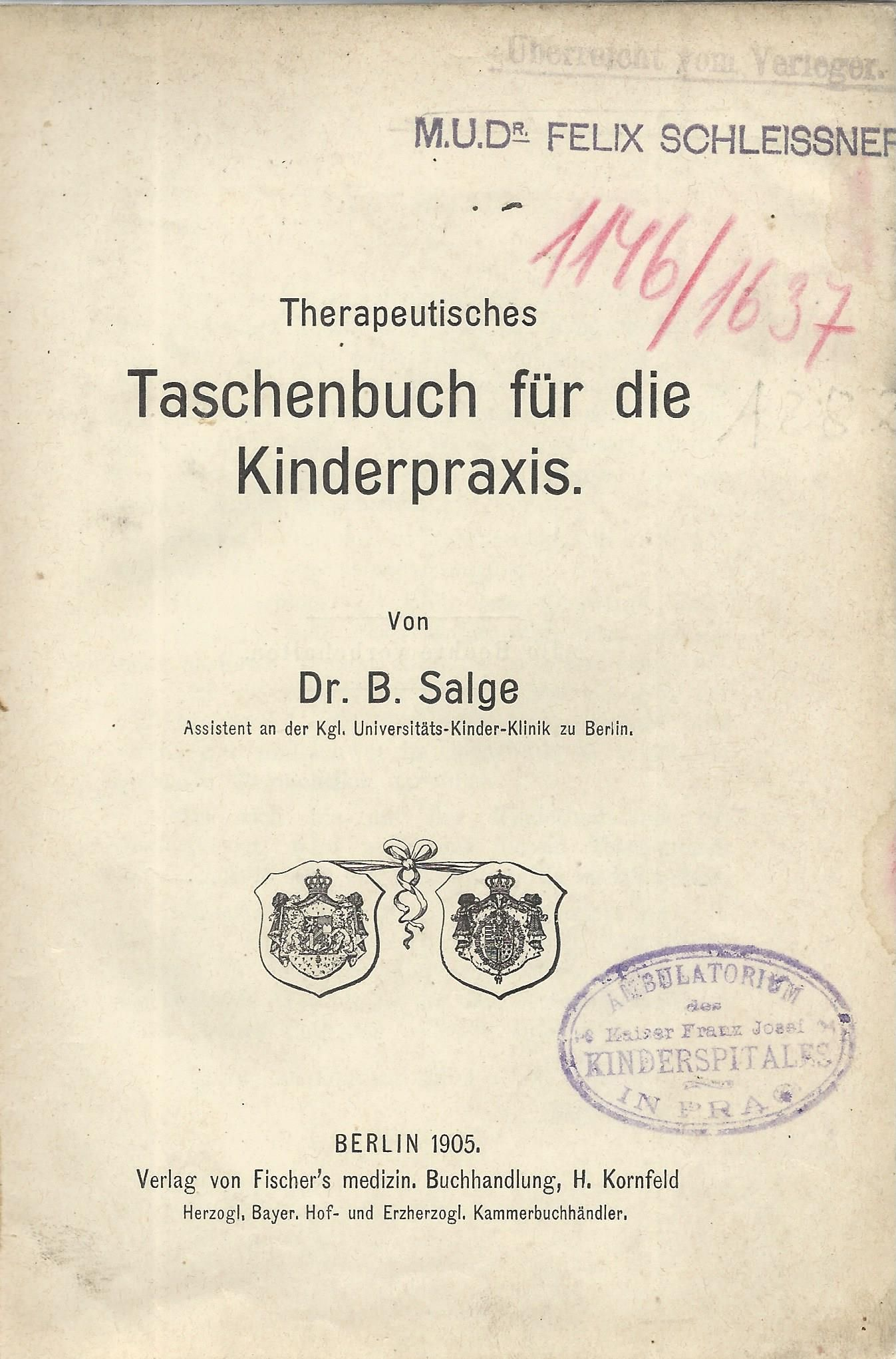
Erstauflage des "Therapeutischen Taschenbuches", hier aus dem ehem. Bestand der Poliklinik des Kaiser Franz Kinderspitals Prag

## Leben
Salge wurde 1906 Nachfolger Arthur Schloßmanns als Leiter des Säuglingsheims in Dresden, nachdem er sich bei Otto Heubner an der Charité in Berlin habilitiert hatte. Ein Jahr später wurde er nach Göttingen berufen, 1909 nach Freiburg im Breisgau, wo er Extraordinarius wurde, und erreichen konnte, dass 1910 das Hilda-Kinderhospital zu Universitäts-Kinderklinik wurde. 1913 wurde er nach Straßburg an die größte Kinderklinik des damaligen Deutschen Reiches berufen und versuchte zunächst, in Bleibeverhandlungen in Freiburg den Bau einer neuen Kinderklinik zu erreichen. Als ihm dies nicht zugesichert wurde, verließ er Freiburg, wohin er nach seiner Entlassung in Straßburg nach dem verlorenen Krieg 1918 kurz zurückkehrte. Nach einem Zwischenspiel in Marburg wurde er 1920 Ordinarius in Bonn, wo er 1924 an Nierenversagen früh verstarb. Bonn verdankt ihm die erste Kinderklinik.

## Schaffen
Salge beschäftigte sich angesichts der hohen Säuglingssterblichkeit im Deutschen Reich mit Ernährung und Ernährungsstörungen insbesondere der Säuglinge, mit dem Mehlnährschaden und trieb die Einrichtung von Milchküchen und Säuglingsfürsorge voran. Er führte die Buttermilch als Heilmittel ein und gab in seinem „Therapeutischen Taschenbuch für die Kinderpraxis“, welches 1905–1920 in 8 Auflagen erschien, auch zahlreiche konkrete Kochrezepte an. Seine „Einführung in die moderne Kinderheilkunde“ erschien 1909 bis 1920 in vier Auflagen und in einer polnischen Übersetzung.

## Werke
- Der akute Dünndarmkatarrh des Säuglings. Habilitationsschrift. G. Thieme, Leipzig 1905.
- Therapeutisches Taschenbuch für die Kinderpraxis. Fischer`s medizinische Buchhandlung, Berlin 1905.
- Einführung in die moderne Kinderheilkunde. Ein Lehrbuch für Studierende und Ärzte. Julius Springer, Berlin 1909.
- Die Entwicklung der Kinderheilkunde auf den deutschen Universitäten im letzten Jahrzehnt. In: Fritz Rott (Hrsg.): Beiträge zur sozialen Hygiene des Säuglings- und Kleinkindesalters. Berlin 1920, S. 192–198.
- Masern, Röteln, Scharlach. In: F. Kraus (Hrsg.): Spezielle Pathologie und Therapie innerer Krankheiten. Bd. 2, 2, Urban & Schwarzenberg, Berlin/Wien 1919, S. 383–451.